# 斯特凡纳·库尔图瓦
斯特凡纳·库尔图瓦（法語：Stéphane Courtois，法語發音：[stefan kuʁtwa]；1947年11月25日—），法国历史学家、大学教授，巴黎第十大学法国国家科学研究中心研究主任，《共产主义黑皮书》编辑。1968年至1971年曾为毛派分子。